# Before My Time
Before My Time ist ein von J. Ralph geschriebener Filmsong für Chasing Ice (2012). Der für den Dokumentarfilm genutzte Titel wurde von Scarlett Johansson gesungen. Joshua Bell spielte die Violine.

## Hintergrund
J. Ralph schrieb die Filmmusik für den Dokumentarfilm Chasing Ice. Als er diesen fertiggestellt hatte, fiel ihm auf, dass es sich um ein schweres Thema handelte, das das Publikum zum Nachdenken anregen soll. Daher wollte er für den Abspann ein spärlich instrumentiertes Stück, das dem Publikum erlaubt, das Gesehene zu reflektieren. Wie üblich stellte er das Stück der Schauspielerin Scarlett Johansson, eine gute Freundin von ihm, erst vor, als das Stück fertig komponiert war. Die Aufnahme entstand in J. Ralphs Theatersaal in der Lower East Side von New York. Die beiden probierten einige Tonhöhen aus, bis in etwa 30 Minuten das Stück eingesungen war. Es war J. Ralphs Anliegen, Johannsons tiefe, kratzige Stimme mit Joshua Bells Violinenspiel zu kombinieren, um so eine Dichotomie zu erzeugen.
Das Lied erschien am 1. Januar 2012 als Teil des Soundtracks zum Film über Universal Music.
„Before My Time“ ist auch der Titel des ersten Lieds der Controversial Suite von Duke Ellington.

## Rezeption
Das Lied wurde bei der Oscarverleihung 2013 als Bester Song nominiert, unterlag jedoch gegen Skyfall von Adele aus James Bond 007: Skyfall. Das Lied wurde bei der Verleihung selbst nicht live aufgeführt. Es handelt sich um den dritten Song aus einem Dokumentarfilm, der jemals für den Oscar nominiert war. Der erste war Riz Ortolanis More aus dem Urvater aller Mondo-Filme Mondo Cane (1963) und I Need to Wake Up von Melissa Etheridge aus Eine unbequeme Wahrheit (2005).